# Vem ska jag tro på? (musikalbum)
Vem ska jag tro på? är ett musikalbum av Thomas Di Leva. Det kom ut hösten 1987 och blev Di Levas genombrottsalbum.
Skivan producerades i skivbolaget Mistlur Records källare på Roslagsgatan och medproducent var Kaj Erixon. På skivans första spår, "I morgon", märks nya ton-atmosfärer och ljudeffekter där Johan Vävare uppträder med oscillator och klaviaturklanger. Skivan utsågs av Slitz till Årets bästa album och kom dessutom tvåa i Aftonbladets omröstning om Rockbjörnen i kategorin Bästa svenska album.[källa behövs]

## Låtlista
| Nr     | Titel                     | Längd |
| ------ | ------------------------- | ----- |
| Sida A |                           |       |
| 1.     | I morgon                  | 6:12  |
| 2.     | Vem ska jag tro på?       | 3:50  |
| 3.     | Låt mig få komma in       | 3:05  |
| 4.     | Speleman                  | 4:36  |
| 5.     | Låt universum bli ett hem | 3:30  |
| Sida B |                           |       |
| 6.     | Du är precis...           | 4:24  |
| 7.     | Vi vill gärna börja om    | 2:57  |
| 8.     | Vi är vackra allihop      | 4:36  |
| 9.     | Tycker om                 | 4:34  |
| 10.    | Söta lilla blomma         | 2:58  |